# Blackground Records
Blackground Records, numera känt som Blackground Records 2.0, var och är ett amerikanskt skivbolag, ägt av Barry Hankerson och hans son Jomo Hankerson.

## Artister
| - Aaliyah (1979-2001) (med Interscope) - Autumn Marini - Ashley Parker Angel - JoJo - Smitty - Timbaland - Money - JAK - J. Lewis - Jordy Towers | - Kasey Butler - Lea (sångare) - Kali Girls - Outsiderz 4 Life - The Hamptons - Tank - Magoo - Toni Braxton - Static Major - Lil Eazy-E - Confidential - Dave Bing - Hardnox - Tenille Ramos Torres - Joy Dion - Unkasa - Jonas Breneman - Gino Barletta |